# Царев нови фазон
Царев нови фазон (енгл. The Emperor's New Groove) амерички је анимирани филм из 2000. године чији је продуцент Walt Disney Feature Animation и издавач Walt Disney Pictures. Представља четрдесети Дизнијев анимирани дугометражни филм. Режисер филма је Марк Дајндал и писац Дејвид Рејнолдс, из приче коју су смислили Крис Вилијамс и Дајндал. Гласове су позајмили Дејвид Спејд, Џон Гудман, Ерта Кит, Патрик Ворбертон и Венди Мелик. Филм прати себичног младог инкског цара названог Куско који је трансформисан у ламу од стране свог бившег саветника Јизме. Да би се цар вратио у људски облик, он верује сеоском вођи по имену Пача који га прати назад до палате.
Развој филма почео је 1994. године када је требало да представља епски мјузикл под називом Краљевство Сунца. Након свог режисерског дебија са филмом Краљ лавова, Роџер Алерс регрутовао је енглеског музичара Стинга како би компоновао неколико песама за филм. Због лошег успеха на биоскопским благајнама филмова Покахонтас и Звонар Богодоричине цркве, Марк Дајндал је доведен као режисер како би додао комедијски садржај. Због лоших пробних пројекција, креативних разлика са Диндалом и кашњењем продукцијског рока, Алерс је напустио пројекат због чега филм више није представљао драмски мјузикл о постаје лакша комедија.
Царев нови фазон изашао је у биоскопима 15. децембра 2000. године где се лоше показао на благајнама у поређењу на низ успешних Дизнијевих филмова издатих током 1990-их, зарадивши 169 000 000 долара од буџета који износи 100 000 000 долара. Упркос овоме, нашао је знатно већи успех у издању кућних медија, где је постао најпродаваније ДВД издање 2001. године. Добио је опште позитивне критике од критичара, који су га похвалили као један од најбољих филмова објављених током Дизнијевог после ренесансног периода и најкомичнијег филма. Био је номинован за Оскара за најбољу оригиналну песму за песму „My Funny Friend and Me” чији је извођач Стинг али је изгубио од „Things Have Changed” извођача Боба Дилана за филм Чудесни дечаци. ДВД наставак филма, назван Царев нови фазон 2: Кронков нови фазон, издат је 2005. године и анимирана телевизијска серија названа Царева нова школа емитовала се од 2006. до 2008. године на Дизни каналу.

## Радња
У овој анимираној комедији људи из Дизнија, узалудан и самоуверен цар Куско је веома заузет човек. Осим што је задржао свој „утор” и отпустио свог сумњивог саветника, Изму; такође планира изградити нови водени парк само за себе за свој рођендан. Међутим, то значи уништавање једног од села у његовом краљевству. У међувремену, Изма израђује план да се освети и узурпира трон. Али, у неуспелом убиству Измине десне руке, Кронка, Куско се магично трансформише у ламу. Сада, Куско се налази у власништву Пача, доброг власника лама чопора чија је кућа нулта за водени парк. Након што је открио праву ламину личност, Пача нуди помоћ у решавању царевог проблема и повратку престола, само ако обећа да ће преместити свој водени парк.